# Lucas von Breda
Lucas von Breda  d.y. född 11 september 1726 i Stockholm, död 20 juni 1799 i Stockholm, var en svensk dispaschör vid sjöassuranskompaniet i Stockholm och konstsamlare. Gift 1753 med Johanna Cornelia Piper. Han var son till Lucas von Breda och far till Carl Fredric von Breda och Marie Charlotte von Breda (1762-1812). 
von Breda umgicks i konstnärskretsar, och var en god konstkännare. 1778 invaldes han i Konstakademien. von Breda beskrev svenska privata tavelsamlingar i Stockholms-Posten 1791-92 och utökade den av fadern ärvda tavelsamlingen.